# Derbe
Derbe o Derbeia (en grec antic Δέρβη o Δέρβεια) era una ciutat de Licaònia, a la riba oest d'un llac, el nom del qual no es coneix. Era al sud-est d'Iconi. S'esmenta amb relació als viatges de Pau de Tars. Tot i que la seva ubicació exacta és encara un motiu de controvèrsia, el lloc més probable sembla situar-se a 24 km al nord-est de la ciutat de Karaman (antiga Laranda) en un monticle conegut com a Kerti Hüyük. És l’única ciutat esmentada al Nou Testament on el missatge de l'Evangeli va ser acceptat des del principi pels seus habitants.